# Lista över Huset Oldenburg
Detta är en lista över regenter tillhöriga Huset Oldenburg.

## Grevar av Oldenburg
- Elimar I, greve av Oldenburg
- Elimar II, greve av Oldenburg
- Kristian I, greve av Oldenburg (d. 1168)
- Otto Im greve av Oldenburg
- Johan greve av Oldenburg (1168-1180)
- Kristian II, greve av Oldenburg
- Moritz I greve av Oldenburg
- Otto II, greve av Oldenburg
- Kristian II, greve av Oldenburg
- Kristian IV, greve av Oldenburg
- Johan X, greve av Oldenburg
- Kristian V, greve av Oldenburg
- Otto III av Delmen-Horst
- Johan XI, greve av Oldenburg
- Kristian VI, greve av Oldenburg
- Kristian VII, greve av Oldenburg
- Didrik den lycklige, greve av Oldenburg (d. 1440)
- Gerhard den modige, greve av Oldenburg (1430-1500)
- Anton Günther (1583-1667), greve av Oldenburg och Delmenhorst

## Kungar och regerande drottning av Danmark
Årtalen anger regeringstid.

### Huvudlinjen
- Kristian I, 1448–1481
  - Hans, 1481–1513
    - Kristian II, 1513–1523
      -  Dorotea, gift med kurfurst Fredrik II
      -   Kristina, gift med hertig Frans I

    -   Elisabet, gift med kurfurst Joakim I

  -  Margareta, gift med kung Jakob III
  -  Fredrik I, 1523–1533
    - Kristian III, 1534–1559
      -  Anna, gift med kurfurst August I
      - Fredrik II, 1559–1588
        -  Anna, gift med kung Jakob I (VI)
        - Kristian IV, 1588–1648
          - Kristian, ”den utvalde prinsen”, död 1647
          -  Fredrik III, 1648–1670
            - Kristian V, 1670–1699
              -  Fredrik IV, 1699–1730
                -  Kristian VI, 1730–1746
                  - Fredrik V, 1746–1766
                    -  Sofia Magdalena, gift med kung Gustav III
                    -  Vilhelmine Karoline, gift med kurfurst Vilhelm I (IX)
                    - Kristian VII, 1766–1808
                      -  Fredrik VI, 1808–1839

                    -  Arvprins Fredrik död 1805
                      - Kristian VIII, 1839–1848
                        -  Fredrik VII, 1848–1863

                      -  Arvprins Ferdinand död 1863

                  -   Louise, gift med hertig Ernst Fredrik III

            -  Anna Sofia, gift med kurfurst Johan Georg III
            -  Fredrika Amalia, gift med hertig Kristian Albrekt
            -  Wilhelmine Ernestine, gift med kurfurst Karl II
            -  Georg, gift med drottning Anna
            -   Ulrika Eleonora, gift med kung Karl XI

        -  Augusta, gift med hertig Johan Adolf
        -   Hedvig, gift med kurfurst Kristian II

      -  Hans den yngre, stamfar för sidogrenen Glücksborg

    -  Dorotea, gift med hertig Albrekt
    -  Adolf av Holstein-Gottorp, stamfar för sidogrenen Holstein-Gottorp

### Sidogrenen Glücksborg
- Kristian IX, 1863–1906, 
  - Fredrik VIII, 1906–12
    - Kristian X, 1912–1947
      - Fredrik IX, 1947–1972
        - Margrethe II, 1972–2024
          -  Fredrik X, 2024-

        -   Anne-Marie, gift med kung Konstantin II

      -  Arvprins Knud, tronföljare 1947-1953

    -   Håkon VII av Norge, stamfar för den norska grenen

  -  Alexandra, gift med kung Edvard VII
  -  Georg I av Grekland (Vilhelm), stamfar för den grekiska grenen
  -   Maria Fjodorovna (Dagmar), gift med tsar Alexander III

#### Kungar av Grekland
- Georg I, 1863-1913 
  - Konstantin I, 1913-1917 & 1920-1922 
    - Georg II, 1922-1923 & 1935-1947
    - Alexander I, 1917-1920 
      -   Alexandra, gift med kung Peter II

    -  Helena, gift med kung Carol II
    -  Paul I, 1947-1964 
      -  Sofia, gift med kung Juan Carlos I
      -  Konstantin II, 1964-1974

  -  Prins Andreas av Grekland och Danmark
    -   Prins Philip, hertig av Edinburgh, gift med drottning Elizabeth II, stamfar för den brittiska grenen

##### Kung av Storbritannien
- Charles III, 2022-

#### Kungar av Norge
- Håkon VII, 1905-1957
  -  Olav V, 1957-1991
    -  Harald V, 1991-

## Hertigar av Holstein-Beck
De här nämnda personerna utgör den yngre gren av huset Oldenburg, från vilken det nuvarande danska kungahuset härstammar.
- Hans d.y., hertig av Slesvig-Sönderborg (1545– 1622), son till Kristian III
- Alexander, hertig av Sönderborg (1573–1627)
- August Filip av Holstein-Beck (1612–1675)
- Fredrik Ludvig av Holstein-Beck (1653–1728)
- Fredrik Vilhelm I av Holstein-Beck
- Fredrik Vilhelm II av Holstein-Beck, son till Fredrik Vilhelm I
- Karl Ludvig av Holstein-Beck, bror till Fredrik Vilhelm I
- Peter August av Holstein-Beck (1696–1775), bror till Fredrik Vilhelm I
- Karl Anton av Holstein Beck (1727–1759)
- Fredrik Karl Ludvig av Holstein-Beck (1757–1816)
- Vilhelm, hertig av Holstein-Beck (1785–1831)m far till kung Kristian IX av Danmark

## Hertigar av Schlesvig-Holstein-Sonderburg-Glücksburg (yngre linjen) (från 1825)
- Vilhelm
- Karl
- Fredrik
- Fredrik Ferdinand
- Vilhelm Frederik
- Peter  (egentligen: Friedrich Ernst Peter)
- Christoph av Schleswig-Holstein (född 1949, död 2023)[1]
- Friedrich Ferdinand av Schleswig-Holstein

Karl (1831-1878) och Fredrik (1878-1885) var äldre bröder till Kristian IX

## Hertigar av Glücksborg
- Filip, hertig av Glücksborg, son till Hans d.y. av Slesvig-Sönderborg
- Kristian, hertig av Glücksborg
- Filip Ernst, hertig av Glücksborg
- Fredrik, hertig av Glücksborg
- Fredrik Vilhelm, hertig av Glücksborg

## Hertigar av Gottorp
Tabellen inkluderar även utgrenade svenska kungar, samt hertigar och storhertigar av Oldenburg.
- Adolf, 1544-1586
  - Fredrik II, 1586-1587
  - Filip, 1587-1590
  -  Johan Adolf, 1590-1616
    -  Fredrik III, 1616-1659
      -  Kristian Albrekt, 1659-1695
        - Fredrik IV, 1695-1702 
          -  Karl Fredrik, 1702-1739
            -  Peter III, 1739-1762, även tsar av Ryssland under 1762
              -  Paul I, 1762-1773, även tsar av Ryssland 1796-1801

        -  Kristian August av Holstein-Gottorp, furstbiskop av Lübeck 1705-1726
          - Adolf Fredrik, kung av Sverige 1751-1771
            - Gustav III, kung av Sverige 1771-1792
              -  Gustav IV Adolf, kung av Sverige 1792-1809

            -  Karl XIII, kung av Sverige 1809-1818

          - Fredrik August I, hertig av Oldenburg 1774-1785
            -  Wilhelm, hertig av Oldenburg 1785-1823

          -  Georg
            -  Peter I, hertig av Oldenburg 1823-1829
              -  Paul Fredrik August, storhertig av Oldenburg 1829-1853
                -  Peter II, storhertig av Oldenburg 1853-1900
                  -  Fredrik August II, storhertig av Oldenburg 1900-1918

### Tsarer av Ryssland
Från 1809 även storfurstar av Finland, från 1815 även kungar av Polen
- Peter III, 1761-62
  -  Paul I, 1796-1801
    - Alexander I, 1801-25
    - Storfurst Konstantin Pavlovitj
    -  Nikolaj I, 1825-1855 
      -  Alexander II, 1855-1881
        - Tsarevitj Nikolaj Alexandrovitj död 1865
        - Alexander III, 1881-1894
          - Nikolaj II, 1894-1917
            -  Tsarevitj Aleksej Nikolajevitj död 1918

          -  Storfurst Michail Aleksandrovitj död 1918

        -  Storfurst Vladimir Alexandrovitj
          -  Storfurst Kirill Vladimirovitj, tronpretendent 1924-1938
            -  Storfurst Vladimir Kirillovitj, tronpretendent 1938-1992

## Kungar och drottningar av Sverige
Kungar:
- Kristian I 1457-64
- Johan II (Hans) 1497-1501
- Kristian II 1520-23
- Adolf Fredrik 1751-71
- Gustav III 1771-92
- Gustav IV Adolf 1792-1809
- Karl XIII 1809-18

Drottningar:
- Kristina av Holstein-Gottorp
- Hedvig Eleonora av Holstein-Gottorp
- Ulrika Eleonora av Danmark
- Sofia Magdalena av Danmark
- Charlotta av Holstein-Gottorp